# War Thunder
War Thunder est un jeu vidéo multijoueur free-to-play de simulation de combat aérien, terrestre et naval mettant principalement en scène des véhicules de la Seconde Guerre mondiale, de la guerre froide jusqu'aux guerres contemporaines. Il est développé et édité par le studio hongrois Gaijin Entertainment. Annoncé en 2011, War Thunder est d'abord sorti en bêta ouverte en novembre 2012 avant de devenir disponible mondialement sur PC le 13 août 2013, sur PlayStation 4 le 29 novembre 2013 et sur Xbox One le 19 juin 2018.
War Thunder permet au joueur de contrôler un véhicule (avion, char, navire ou hélicoptère) dans des batailles voyant s'affronter deux équipes de maximum 16 joueurs sur une carte pour le contrôle d'objectifs (ou jusqu'à deux équipes de 32 dans certaines missions du mode Guerre Mondiale). Trois différents modes de jeu — arcade, réaliste et simulateur — à la difficulté croissante sont disponibles, ainsi qu'un panel de 2 500 véhicules de 10 nationalités différentes.
War Thunder a reçu plusieurs prix à sa sortie, comme le prix du meilleur jeu de simulation à la Gamescom 2013. Le jeu détient aussi deux records du monde officiels du Livre Guinness des records, pour avoir « le plus grand nombre d'avions dans un simulateur de vol » et pour avoir « le plus de joueurs en ligne simultanément sur un simulateur de vol ». En 2019, War Thunder fait partie des jeux les plus joués sur Steam avec en moyenne plus de 25 000 joueurs en simultané.

## Système de jeu
Dans War Thunder, le joueur contrôle des avions, des hélicoptères, des chars d'assaut ainsi que des navires de périodes de l'histoire allant de l'entre-deux-guerres, voire d'avant-guerre, jusqu'à nos jours (guerres de Yougoslavie, guerre froide), avec un accent particulier sur la Seconde Guerre mondiale. Les véhicules sont répartis entre 10 nations jouables différentes : États-Unis, Allemagne, URSS, Royaume-Uni (qui inclut l'Afrique du Sud depuis la mise à jour « Ixwa Strike »), Japon, France (qui inclut la Belgique et les Pays-Bas depuis la mise a jour « Seek & Destroy »), Italie (qui inclut la Hongrie depuis la mise à jour « Sons of Attila »), Chine, Suède et Israël.
L'expérience de jeu de War Thunder est basée autour de batailles combinées ayant lieu simultanément sur terre, sur mer et dans les airs. D'après le directeur créatif du jeu Kirill Yudintsev, il s'agit du seul jeu qui permet de faire l'expérience de ces trois environnements en une seule session de jeu. Une partie de War Thunder dure typiquement de 10 à 30 minutes et voit s'affronter deux équipes de 8 à 16 joueurs sur une carte pour remplir divers objectifs (capture de points, destruction de matériel…).
Une grande variété de cartes navales, terrestres et aériennes est disponible, proposant à la fois des lieux iconiques de la Seconde Guerre mondiale (Normandie, Berlin, Stalingrad, Midway…) comme des terrains plus contemporains (Moyen-Orient, Alaska…) pour un total d'environ 130 cartes.
Les dommages et la physique des appareils sont relativement réalistes, ainsi, les dégâts sont localisés sur les différents systèmes et sur l'équipage et leur impact varie en fonction de l'angle, de la distance, du type de munition et du blindage. En conséquence, les composants touchés sont mis hors-service et devront être réparés, ce qui exige l'immobilisation du véhicule ou le retour à l'aérodrome pour un avion. De la même manière, les blessures de l'équipage ou la mort de certains membre ralentiront le fonctionnement de la machine ou empêcheront certaines fonctions. Par conséquent, le jeu demande une certaine connaissance des véhicules afin de connaître leurs points forts et point faibles, comme par exemple l'emplacement des munitions qui, si elles sont touchées, explosent et détruisent sur le coup le véhicule.
À chaque partie, le joueur gagne de l'expérience et des silver lions (la monnaie du jeu) qui lui permettent de débloquer de nouveaux véhicules, des améliorations pour les véhicules ou d'améliorer les compétences de son équipage. Chaque nation possède son propre arbre de recherche divisé entre forces terrestres, aériennes et navales.
Le jeu est actuellement disponible sur Linux, PlayStation 4, Playstation 5 , Mac OS X et Windows, et sur Xbox One, Xbox Series. Une version mobile sur iOS et Android a vue le jour début 2023[réf. nécessaire]. War Thunder est également un jeu Cross plateforme, c'est-à-dire que les joueurs PC peuvent jouer contre des joueurs PlayStation 4 ou que des joueurs Xbox peuvent jouer contre des joueurs PS4 ou PC.

### Batailles en mode arcade
Dans les batailles en mode arcade, deux équipes s'affrontent (jusqu'à 32 personnes au total, soit 16 par équipe) avec des avions, des chars ou des navires de plusieurs nations différentes ayant des niveaux proches. Dans ce mode de jeu, un curseur aide à la visée pour les combats aériens et pour les chars, un curseur coloré indique les chances de pénétration de l'obus sur les ennemis et prend automatiquement en compte la retombée des obus. La puissance moteur des véhicules et leur résistances sont gonflées. Tous les joueurs, ennemis comme alliés, sont indiqués par un curseur coloré sur la mini-carte ainsi qu'en jeu, même si ceux-ci sont cachés derrière un rocher ou un buisson. Lorsque le véhicule est détruit, il est possible d'en choisir un autre avec un maximum de 3 réapparitions en char et en navire, et 4 réapparitions en avion. En mode batailles terrestres, les hélicoptères ou les avions sont accessibles via un mode "bataille aériennes"  qui est proposé toutes les 4 minutes environ. Il consiste simplement à prêter au joueur des véhicules aériens. Le joueur doit éliminer un certain nombre d'adversaires pour accéder à ce mode.

### Batailles réalistes
Les batailles réalistes sont conçues pour les joueurs souhaitant voler en avion et piloter des chars avec une physique et un contexte historique plus réaliste (chars, avions et navires peuvent être mêlés dans la même partie). À la différence du mode arcade, les joueurs sont attribués à une équipe selon la nation sélectionnée, ce qui permet de recréer un scénario réel, telles que la bataille de Stalingrad entre l'Union soviétique et le Troisième Reich par exemple. Toutefois, il peut arriver de tomber sur des mixed battles, où toutes les nations sont mélangées.
Dans ce mode de jeu, les dégâts sont plus réalistes et les visées moins faciles. En effet, il faut prendre en compte la retombée de la balle ou de l'obus et régler son tir manuellement, sans aide à la visée. En raison des forces g réalistes, les manœuvres serrées à des vitesses élevées peuvent engendrer des voiles noirs pour le pilote et provoquer la rupture des ailes. La puissance des moteurs des chars et des navires ainsi que le modèle de vol des avions sont plus réalistes. Les ennemis n'apparaissent pas sur la mini-carte (contrairement au mode arcade) sauf si ceux-ci sont touchés par des projectiles, ce qui impose une certaine stratégie. Les ennemis ne sont pas marqués par un indicateur coloré en jeu, ce qui donne une plus grande importance au camouflage et permet, notamment en char, d'utiliser l'environnement pour se cacher. Pendant la partie, le joueur collecte des points de réapparition obtenus grâce aux différentes actions en jeu qui lui permettent, s'il en a suffisamment, de réapparaître plus de trois fois par partie contrairement à l'arcade. Cependant, lors d'une mauvaise partie, une seule réapparition est possible. Par ailleurs, il est libre de choisir un véhicule différent du précédent. Pour une même partie, la récompense est plus élevée en mode réaliste qu'en mode arcade, ce qui est justifié par sa difficulté, ainsi le mode réaliste est plébiscité par les joueurs souhaitant débloquer au plus vite de nouveaux véhicules.

### Bataille simulation
Ce mode est basé sur des paramètres de simulation réalistes, où seules sont autorisés la vue à la première personne dans le cockpit pour les avions, et sur le mitrailleur de tourelle ou le pilote pour les chars. La physique de vol est à un haut niveau de réalisme, reflétant précisément les attributs de la cellule, et requiert de préférence un joystick pour contrôler correctement son avion. Le mode simulateur est semblable à des batailles historiques, mais le réalisme de jeu à ce niveau est encore plus élevé. Ainsi, pour les chars, il faut prendre en compte non seulement la retombée de l'obus, mais aussi le décalage du viseur par rapport au canon. De plus, les chars alliés et ennemis ne sont plus distingués par des curseurs colorés. Ainsi, ce mode de jeu nécessite une grande connaissance des véhicules et de leur nationalité afin de ne pas confondre un allié avec un ennemi. Lors de la destruction du véhicule, on distingue plusieurs scénarios : en avion, chaque réapparition coûte des silver lions et doit se faire avec le même véhicule, en char, comme en mode réaliste, les réapparitions sont possibles mais seulement avec le même véhicule.

### Batailles personnalisées
C'est un mode de jeu permettant de faire des parties libres, avec le choix du mode de jeu (arcade, réaliste, simulateur) et avec le type de véhicule que le joueur souhaite (bateau, avion, char, hélicoptère).

### Enduring Confrontation
Lors des batailles en hélicoptères, le joueur doit capturer plusieurs secteurs aériens afin de remporter une supériorité aérienne. Une ligne de front, séparant deux parties de la carte (un côté pour chaque équipe), avance ou recule en fonction des secteurs capturés. Une fois le secteur capturé, des convois d'armes, de munitions et de matériels sont acheminés vers le secteur en question. Ces convois doivent être protégés par leur équipe.

## Véhicules représentés dans le jeu
Le jeu comprend plus de 2000 véhicules répartis dans les arbres de recherche de 10 nations et divisé entre les véhicules terrestres, l'aviation et la marine.
Dans ses 2192 véhicules, 569 sont des véhicules premium, obtenables avec des Golden Eagles (monnaie payante ou difficilement obtenable sans payer) ou lors d’événement (ex. : Opération S.U.M.M.E.R.) et 18 sont des véhicules d'escadron que vous pouvez rechercher par des points d'escadron (points de recherche obtenus tous les 3 jours si vous avez rejoint un escadron, leur somme varie en fonction de votre activité et celle de votre escadron) puis achetables avec la monnaie du jeu, les Silver Lions. Les autres véhicules sont obtenables en les recherchant grâce à l’expérience obtenue lors de bataille contre d'autres joueurs.
Plusieurs véhicules premium ou événementiel sont trouvables dans le « Marché », un endroit ou chaque joueur peut échanger des objets (des coupons de véhicule, des décorations, des Trophées ) à d'autre joueurs en échange de Gaijin Coins, une monnaie virtuelle spécifique à Gaijin Entertainment.
| Nationalité      | Chasseurs | Intercepteurs | Bombardiers en piqués / Avions d'attaques | Bombardiers | Avions à réaction | Total | Premium | Hélicoptères | Premium |
| ---------------- | --------- | ------------- | ----------------------------------------- | ----------- | ----------------- | ----- | ------- | ------------ | ------- |
| États-Unis       | 61        | 11            | 23                                        | 18          | 48                | 161   | 52      | 12           | 5       |
| Allemagne        | 54        | 11            | 25                                        | 29          | 38                | 157   | 53      | 8            | 2       |
| Union soviétique | 62        | 3             | 29                                        | 31          | 44                | 169   | 54      | 11           | 2       |
| Royaume-Uni      | 52        | 4             | 19                                        | 27          | 36                | 138   | 40      | 6            | 2       |
| Japon            | 57        | 10            | 10                                        | 15          | 13                | 105   | 26      | 5            | 1       |
| Chine            | 27        | 2             | 5                                         | 9           | 24                | 67    | 9       | 7            | 1       |
| Italie           | 33        | 0             | 11                                        | 12          | 18                | 74    | 16      | 5            | 2       |
| France           | 31        | 4             | 5                                         | 12          | 26                | 78    | 19      | 8            | 2       |
| Suède            | 16        | 0             | 0                                         | 8           | 15                | 39    | 10      | 5            | 1       |
| Israël           | 4         | 0             | 0                                         | 1           | 16                | 21    | 2       | 7            | 1       |
| Total            | 397       | 45            | 127                                       | 162         | 278               | 1009  | 281     | 74           | 17      |

| Nationalité      | Chars Légers | Chars Moyens | Chars Lourds | Chasseurs de Chars | Anti- Aériens | Total | Premium |
| ---------------- | ------------ | ------------ | ------------ | ------------------ | ------------- | ----- | ------- |
| États-Unis       | 32           | 45           | 14           | 12                 | 10            | 113   | 30      |
| Allemagne        | 27           | 46           | 15           | 36                 | 15            | 139   | 35      |
| Union soviétique | 29           | 46           | 26           | 31                 | 15            | 147   | 45      |
| Royaume-Uni      | 23           | 43           | 11           | 14                 | 12            | 103   | 26      |
| Chine            | 17           | 28           | 3            | 12                 | 8             | 68    | 12      |
| Japon            | 11           | 28           | 2            | 13                 | 9             | 63    | 10      |
| Italie           | 22           | 27           | 0            | 17                 | 7             | 73    | 16      |
| France           | 25           | 23           | 8            | 11                 | 7             | 74    | 15      |
| Suède            | 20           | 28           | 0            | 15                 | 11            | 74    | 10      |
| Israël           | 2            | 28           | 0            | 1                  | 5             | 38    | 4       |
| Total            | 186          | 274          | 75           | 145                | 81            | 761   | 203     |

| Nationalité      | Barges | Patrouilleurs | Chasseurs de sous-marins | Frégates | Destroyers | Croiseurs | Cuirassés | Total | Premium |
| ---------------- | ------ | ------------- | ------------------------ | -------- | ---------- | --------- | --------- | ----- | ------- |
| États-Unis       | 0      | 25            | 3                        | 1        | 17         | 15        | 3         | 64    | 19      |
| Allemagne        | 4      | 21            | 2                        | 2        | 13         | 9         | 5         | 56    | 14      |
| Union soviétique | 0      | 29            | 5                        | 4        | 16         | 10        | 3         | 67    | 21      |
| Royaume-Uni      | 0      | 25            | 4                        | 2        | 19         | 14        | 3         | 67    | 16      |
| Japon            | 0      | 14            | 5                        | 4        | 12         | 13        | 5         | 53    | 15      |
| Italie           | 0      | 16            | 2                        | 0        | 12         | 9         | 2         | 41    | 10      |
| France           | 0      | 0             | 0                        | 0        | 1          | 1         | 0         | 2     | 2       |
| Total            | 4      | 130           | 21                       | 13       | 90         | 71        | 21        | 350   | 97      |

## Développement
Le développement du jeu commence en 2009 sous le nom de World of Planes, il est changé en War Thunder pour éviter toute confusion avec son rival similaire World of Warplanes. Gaijin Entertainment utilise son expérience accumulée sur ses simulateurs de vol de combat précédents, tels que IL-2 Sturmovik: Birds of Prey, Apache: Air Assault et Birds of Steel (en) pour le développement de War Thunder.
Plusieurs pilotes civils et militaires de Russie, de la CEI, des États-Unis et d'Autriche ont activement participé à la version alpha test du jeu.[réf. nécessaire]

### Mises à jour majeures
Du nouveau contenu est régulièrement ajouté au jeu d'origine pour enrichir l'expérience de jeu. Ce contenu est publié à travers des mises à jour majeures :
| N° version       | Titre original (anglais) | Titre français           | Date de parution  |
| ---------------- | ------------------------ | ------------------------ | ----------------- |
| 2.47             | Leviathans               |                          | 25 juin 2025      |
| 2.45             | Hornet's Sting           | Piqûre de frelon         | 18 mars 2025      |
| 2.43             | Storm Warning            | Avis de tempête          | 16 décembre 2024  |
| 2.41             | Firebirds                | Les Oiseaux de Feu       | 19 novembre 2024  |
| 2.39             | Dance of Dragons         | La danse des dragons     | 10 septembre 2024 |
| 2.37             | Seek & Destroy           | Cherche & Détruit        | 19 Juin 2024      |
| 2.35             | Alpha Strike             | Frappe Alpha             | 13 mars 2024      |
| 2.33             | Air Superiority          | Supériorité aérienne     | 14 décembre 2023  |
| 2.31             | King of Battle           | Roi de bataille          | 31 octobre 2023   |
| 2.29             | Sons of Attila           | Les Fils d'Attila        | 19 septembre 2023 |
| 2.27             | La Royale                | La Royale                | 14 juin 2023      |
| 2.25             | Sky Guardians            | Gardiens du ciel         | 7 mars 2023       |
| 2.23             | Apex Predators           | Prédateurs du Sommet     | 20 décembre 2022  |
| 2.21             | Fire and Ice             | Feu et Glace             | 26 octobre 2022   |
| 2.19             | Drone Age                | L'ère des drones         | 14 septembre 2022 |
| 2.17             | Danger Zone              | Zone de Danger           | 15 juin 2022      |
| 2.15             | Wind of Change           | Vent d'Initiative        | 24 mars 2022      |
| 2.13             | Winged Lions             | Lions Ailés              | 14 décembre 2021  |
| 2.11             | Ground Breaking          | Début des travaux        | 28 octobre 2021   |
| 2.9              | Direct Hit               | Frappe directe           | 7 septembre 2021  |
| 2.7              | Red Skies                | Cieux Rouge              | 2 juin 2021       |
| 2.5              | Ixwa Strike              | Frappe Ixwa              | 10 Mars 2021      |
| 2.3              | Hot Tracks               | Chenilles chaudes        | 18 décembre 2020  |
| 2.1              | New Power                | Nouvelle puissance       | 17 novembre 2020  |
| 1.101            | Raining Fire             | Pluie de Feu             | 3 septembre 2020  |
| 1.99.1           | Regia Marina             | Regia Marina             | 8 juillet 2020    |
| 1.99             | Starfighters             | Chasseurs des étoiles    | 26 mai 2020       |
| 1.97             | Viking Fury              | Fureur Viking            | 16 mars 2020      |
| 1.95             | Northern Wind            | Vent du Nord             | 17 décembre 2019  |
| 1.93             | Shark attack             | Attaque du requin        | 29 octobre 2019   |
| 1.91             | Night Vision             | Vision nocturne          | 11 septembre 2019 |
| 1.89             | Imperial Navy            | Marine impériale         | 29 mai 2019       |
| 1.87             | Locked on                | Verrouillé               | 12 mars 2019      |
| 1.85             | Supersonic               | Supersonique             | 17 décembre 2018  |
| 1.83             | Masters of the Sea!      | Maîtres des Océans       | 23 octobre 2018   |
| 1.81             | The Valkyries            | Les Valkyries            | 19 septembre 2018 |
| 1.79             | Project-X                | Projet-X                 | 11 mai 2018       |
| 1.77             | Advancing Storm          | Avis de Tempête          | 14 mars 2018      |
| 1.75             | La Résistance            | La Résistance            | 19 décembre 2017  |
| 1.73             | Vive la France           | Vive la France           | 1er novembre 2017 |
| 1.71             | New E.R.A.               | New E.R.A.               | 18 septembre 2017 |
| 1.69             | Regia Aeronautica        | Regia Aeronautica        | 25 juin 2017      |
| 1.67             | Assault                  | Assaut                   | 16 mars 2017      |
| 1.65             | Way of the Samurai       | La Voie du Samuraï       | 20 décembre 2016  |
| 1.63             | Desert Hunters           | Chasseurs du Désert      | 29 septembre 2016 |
| 1.61             | Road to Glory            | Routes vers la Gloire    | 3 août 2016       |
| 1.59             | Flaming Arrows           | Flèches Ardentes         | 9 juin 2016       |
| 1.57             | Battle March             | Marche de l'Offensive    | 15 mars 2016      |
| 1.55             | Royal Armour             | Armure royale            | 15 décembre 2015  |
| 1.53             | Firestorm                | Tempête de feu           | 5 novembre 2015   |
| 1.51             | Cold Steel               | Acier froid              | 30 juin 2015      |
| 1.49 (1.70.1945) | Weapons of Victory       | Les Armes de la Victoire | 30 avril 2015     |
| 1.47             | Big guns                 | Gros calibres            | 9 mars 2015       |
| 1.45             | Steel Generals           | Généraux d'acier         | 23 février 2015   |
| 1.43             |                          |                          | 9 octobre 2014    |
| 1.41             |                          |                          | 15 mai 2014       |
| 1.39             |                          |                          | 15 avril 2014     |
| 1.37             |                          |                          | 18 décembre 2013  |
| 1.35             |                          |                          | 26 septembre 2013 |
| 1.33             |                          |                          | 8 août 2013       |
| 1.31             |                          |                          | 11 juin 2013      |
| 1.29             |                          |                          | 19 mars 2013      |

## Évènements

### Battle Pass
Le Battle Pass est un évènement qui permet de gagner des récompenses spéciales dans le jeu. Il est organisé par saison, chacune durant plusieurs mois. Durant une saison, la connexion journalière, la réalisation des tâches quotidiennes et la réalisation des challenges saisonniers font gagner des points de progression. Ceux-ci permettent de franchir des niveaux (certains n'étant accessibles qu'en achetant le Battle Pass) qui débloquent des récompenses.
| N° saison | Titre                                  | Date de début   | Date de fin     |
| --------- | -------------------------------------- | --------------- | --------------- |
| 20        | Flying Dragon                          | 23 juillet 2025 | 22 octobre 2025 |
| 19        | First Sample                           | 23 avril 2025   | 23 juillet 2025 |
| 18        | The Last Legionnaire                   | 22 janvier 2025 | 23 avril 2025   |
| 17        | Guided Fury                            | 23 octobre 2024 | 22 janvier 2025 |
| 16        | Skilled Marksman                       | 24 juillet 2024 | 23 octobre 2024 |
| 15        | Northern King                          | 24 avril 2024   | 24 juillet 2024 |
| 14        | Airbone General                        | 24 janvier 2024 | 24 avril 2024   |
| 13        | Tropical Storm                         | 25 octobre 2023 | 24 janvier 2024 |
| 12        | Armour Breaking Ambusher               | 26 juillet 2023 | 25 octobre 2023 |
| 11        | Hussard de Sa Majesté                  | 26 avril 2023   | 26 juillet 2023 |
| 10        | Royal Guard                            | 25 janvier 2023 | 26 avril 2023   |
| 9         | Smell of Victory                       | 26 octobre 2022 | 25 janvier 2023 |
| 8         | Field Testing                          | 27 juillet 2022 | 26 octobre 2022 |
| 7         | Armored Elephant                       | 27 avril 2022   | 27 juillet 2022 |
| 6         | Firepower                              | 26 janvier 2022 | 27 avril 2022   |
| 5         | River Hunter                           | 27 octobre 2021 | 26 janvier 2022 |
| 4         | Voltigeur intrépide                    | 28 juillet 2021 | 27 octobre 2021 |
| 3         | Force athlétique                       | 12 mai 2021     | 28 juillet 2021 |
| 2         | Steel Centurion                        | 24 février 2021 | 12 mai 2021     |
| 1         | 75e anniversaire de la Grande Victoire | 2 décembre 2020 | 24 février 2021 |

### Évènements depuis 2024
Fin janvier 2024, Gaijin annonce que le cycle des évènements connu jusqu'alors sera revu. Les évènements seront plus nombreux et organisés tout au long de l'année. En général, 1 seul véhicule pourra être gagné par évènement.
| Titre                     | Date de début    | Date de fin       | Véhicule d'évènement             | Type de véhicule |
| ------------------------- | ---------------- | ----------------- | -------------------------------- | ---------------- |
| Naples of the East        | 23 juillet 2025  | 6 août 2025       | IJN Shisaka                      | Naval            |
| Normandy ‘44              | 5 juin 2025      | 17 juin 2025      | T-86                             | Terrestre        |
| Spirit of the Tempest     | 22 mai 2025      | 05 juin 2025      | HF-24 Marut                      | Aérien           |
| Legend of Victory         | 8 mai 2025       | 20 mai 2025       | T-34-85 "Partisan"               | Terrestre        |
| Eye in the Sky            | 16 avril 2025    | 30 avril 2025     | Meteor FR Mk.9 (Israël)          | Aérien           |
| The Great War             | 1er avril 2025   | 7 avril 2025      | A7V (Empire Allemand)            | Terrestre        |
| The Great War             | 1er avril 2025   | 7 avril 2025      | Beutepanzer IV (Empire Allemand) | Terrestre        |
| The Great War             | 1er avril 2025   | 7 avril 2025      | Garford-Beute (Empire Allemand)  | Terrestre        |
| The Great War             | 1er avril 2025   | 7 avril 2025      | Garford (Triple Entente)         | Terrestre        |
| The Great War             | 1er avril 2025   | 7 avril 2025      | Mark V (Triple Entente)          | Terrestre        |
| The Great War             | 1er avril 2025   | 7 avril 2025      | Saint-Chamond (Triple Entente)   | Terrestre        |
| The Great War             | 1er avril 2025   | 7 avril 2025      | H.P.12 (Triple Entente)          | Aérien           |
| Rocket Storm              | 13 mars 2025     | 27 mars 2025      | FIAT 6614 FIROS                  | Terrestre        |
| Raider Hunter             | 24 février 2025  | 17 mars 2025      | Strasbourg                       | Naval            |
| Freedom Fighter           | 6 février 2025   | 24 février 2025   | F-5A(G)                          | Aérien           |
| Enter the Serpent         | 17 janvier 2025  | 4 février 2025    | FV4030/3 Shir 2                  | Terrestre        |
| Winter Tales              | 20 décembre 2024 | 9 janvier 2025    | MB 151                           | Aérien           |
| Winter Tales              | 20 décembre 2024 | 9 janvier 2025    | Kfir C.10 Block 60               | Aérien           |
| Winter Tales              | 20 décembre 2024 | 9 janvier 2025    | Kirishima                        | Naval            |
| Winter Tales              | 20 décembre 2024 | 9 janvier 2025    | T-80UD (478BE)                   | Terrestre        |
| Flight of the Vulture     | 27 novembre 2024 | 11 décembre 2024  | IAR-93B                          | Aérien           |
| Chasing the Older Brother | 15 novembre 2024 | 18 novembre 2024  | IS-7                             | Terrestre        |
| Dreams Come True          | 1 novembre 2024  | 13 novembre 2024  | KV-7 U-13                        | Terrestre        |
| Mobile Sniper             | 3 octobre 2024   | 21 octobre 2024   | Boxer MGS                        | Terrestre        |
| Steel Baron               | 5 septembre 2024 | 23 septembre 2024 | HMS Barham                       | Naval            |
| Persian Tomcat            | 8 août 2024      | 26 août 2024      | F-14A IRIAF                      | Aérien           |
| Flight of the Albatross   | 24 juillet 2024  | 7 août 2024       | Alcione                          | Naval            |
| Operation Overlord        | 5 juin 2024      | 17 juin 2024      | Churchill AVRE                   | Terrestre        |
| Legend of Victory         | 8 mai 2024       | 20 mai 2024       | Eremin’s Yak-3                   | Aérien           |
| Inferno Cannon            | 24 avril 2024    | 8 mai 2024        | PLZ 83-130                       | Terrestre        |
| Imperial Flagship         | 7 mars 2024      | 1 avril 2024      | SMS Baden                        | Naval            |
| Sword of Justice          | 22 février 2024  | 11 mars 2024      | Jaguar IS                        | Aérien           |
| Call of the Dragon        | 1 février 2024   | 19 février 2024   | Object 292                       | Terrestre        |

### Évènements antérieurs à 2024

#### Évènements d'assemblage
Les évènements d'assemblage (appelé plus communément évènements de crafting) consistent à assembler des ressources diverses selon un schéma particulier, afin d'obtenir finalement le coupon d'un véhicule exclusif. Le coupon peut être consommé par le joueur pour gagner le véhicule, ou être vendu sur le marché du jeu. 2 évènements d'assemblage sont organisés chaque année.
Les ressources s'obtiennent en cumulant des points de batailles aléatoires JcJ. A chaque seuil franchi, un lot de ressources est octroyée au joueur. Il est possible d'accélérer le processus d'assemblage en finissant 1er d'une bataille. Des contraintes d'obtention existent également. Celles-ci sont :
- ces évènements durent moins de 2 semaines,
- une limite de lots de ressources perçues par jour est définie,
- les véhicules "les plus exclusifs" nécessitent plusieurs coupons du véhicule "le moins exclusif"[13].

| Titre                 | Date de début     | Date de fin     | Véhicules d'évènement                                          |
| --------------------- | ----------------- | --------------- | -------------------------------------------------------------- |
| Tokushu Heiki         | 26 septembre 2023 | 9 octobre 2023  | Ki-48-II o, IJN Kurama, LOSAT, F-100F (Chine)                  |
| Usine de réparation   | 6 avril 2023      | 17 avril 2023   | AMD 35 SA35, Shcherbakov, QN-506, A-7K                         |
| Overpowered           | 22 septembre 2022 | 3 octobre 2022  | Po-2M, SMS Ostfriesland, CCVL, Jaguar E                        |
| La bataille d’arachis | 7 avril 2022      | 18 avril 2022   | USS Davis (DD-395), Alecto Mk.I, Kfir C.2, Т-72М2 Moderna      |
| Export Order          | 23 septembre 2021 | 4 octobre 2021  | PT16/T14 mod., F-5A, Pansarbil m/40, HMS Mohawk                |
| Future Technology     | 1er avril 2021    | 12 avril 2021   | SU-76D, JDS Yūgure (DD-184), XM8, F-4F Early                   |
| Stratège              | 24 septembre 2020 | 5 octobre 2020  | Merkava Mk.3D, BI, Lübeck F224, Sd.Kfz.251/10                  |
| La Course à l’espace  | 1er avril 2020    | 13 avril 2020   | Object 279, AU-1 Corsair, Sd.Kfz.234/1, SGB (S309)             |
| Chantier naval        | 3 octobre 2019    | 14 octobre 2019 | MBK-161, Whirlwind P.9, VT1-2, H-34                            |
| Génie militaire       | 11 avril 2019     | 22 avril 2019   | I-180S, VFW, Project 122bis, Ju 388 J, Merkava Mk.1, HMS Tiger |

#### Operations S.U.M.M.E.R.
Les Operations S.U.M.M.E.R. sont des évènements qui permettent de gagner des récompenses spéciales dans le jeu. Un seul évènement est organisé chaque année au milieu de l'été. Le but est d'accomplir suffisamment de tâches "Marques de distinction" pour débloquer un prix.
| Titre                       | Date de début   | Date de fin      | Véhicules d'évènement                                                                            |
| --------------------------- | --------------- | ---------------- | ------------------------------------------------------------------------------------------------ |
| Summer Extreme              | 8 août 2023     | 28 août 2023     | Pz.Sp.Wg.P204(f) KwK, HMS Renown, CT-CV 105HP, SU-25BM                                           |
| Summer Quest                | 9 août 2022     | 29 août 2022     | Zrinyi I, F4D-1, Leopard 2AV, IJN Haruna                                                         |
| Summer Landing              | 6 août 2021     | 30 août 2021     | VL Myrsky II, Ka-Chi, RN Aviere, Buccaneer S.1, BMD-4, Bussard                                   |
| Operation S.U.M.M.E.R. 2020 | 7 août 2020     | 31 août 2020     | Ar 196 A-3, Infanterikanonvagn 73, Freccia P-493, F-11F-1 Tiger, Leopard C2A1 MEXAS, Maxim Gorky |
| Operation H.E.A.T.          | 2 août 2019     | 26 août 2019     | BT-7 (F-32), Bf 110 C-6, River class (K-246), AUBL/74 HVG, P-59A, IJN Yūdachi                    |
| Good Old S.U.M.M.E.R.       | 17 août 2018    | 6 septembre 2018 | Martlet MK IV, FJ-4B VMF 232, Sd.Kfz. 234/3                                                      |
| Operation S.U.M.M.E.R.      | 21 juillet 2018 | 6 août 2018      | T-34E, Sd.Kfz.234/4, M8, AEC Mk.II                                                               |
| Operation S.U.M.M.E.R.      | 28 juillet 2017 | 28 août 2017     | Sd.Kfz.234/4, P-43А-1, Type 65 AA, Ki-94-II                                                      |
| Operation S.U.M.M.E.R.      | 22 juillet 2016 | 22 août 2016     | Fw 189 Uhu, Grant Mk.I, F7F-3 Tigercat, КV-220                                                   |

#### Operations W.I.N.T.E.R.
Les Operations W.I.N.T.E.R. sont des évènements qui permettent de gagner des récompenses spéciales dans le jeu. Un seul évènement est organisé chaque année au début de l'hiver. Le but est d'accomplir suffisamment de tâches "Marques de distinction" pour débloquer un prix.
| Titre                             | Date de début    | Date de fin     | Véhicules d'évènement                                                                  |
| --------------------------------- | ---------------- | --------------- | -------------------------------------------------------------------------------------- |
| Winter Extreme                    | 20 décembre 2023 | 9 janvier 2024  | J9 Initial, Mirage 2000C-S4, USS Mississippi, Vilkas                                   |
| Winter Quest                      | 20 décembre 2022 | 9 janvier 2023  | Late 298D, Tornado IDS MFG, T-80UM2, USS Newport News                                  |
| Operation W.I.N.T.E.R. 2021       | 17 décembre 2021 | 10 janvier 2022 | C. 202D, ◊MiG-23MF, A.C.I, AGS, IJN Hayanami, MPK Pr.201K                              |
| Operation W.I.N.T.E.R. 2020       | 18 décembre 2020 | 10 janvier 2021 | Ro.57 Quadriarma, MiG-21PFM, E.B.R. (1954), Class 3 (P), Type K-8 No.13, USS Baltimore |
| Operation F.R.O.S.T.              | 20 décembre 2019 | 13 janvier 2020 | TIS MA, J6K1, QF 3.7 Ram, Merkava Mk.2B, PT-811, Jaguar                                |
| Festive Quest 2018                | 21 décembre 2018 | 14 janvier 2019 | M.B.152C1, Fw 190 C, SU-85A, T30, P-43A-1, Comet I "Iron Duke IV"                      |
| Festive Quest 2017                | 22 décembre 2017 | 22 janvier 2018 | P-40C, NC.900, AEC Mk II, Ersatz M10, Fw 189 A-1, KV-2 (1940)                          |
| Winter Holiday                    | 23 décembre 2016 | 16 janvier 2017 | Ki-21-I hei, Me 262 A-2a, LVT(A)(4) (ZIS-2), Type 62                                   |
| War Thunder Fulfills Your Wishes! | 25 décembre 2015 | 12 janvier 2016 | P-63C-5, VK 45.01 (P)                                                                  |
| Holiday War Thunder Marathon!     | 24 décembre 2014 | 11 janvier 2015 | I-301, M8A1 GMC                                                                        |

## Accueil
War Thunder obtient la note de 16/20 sur le site jeuxvideo.com. Le jeu est parfois critiqué comme ayant une progression très lente et comme étant très chronophage. En effet, il faut compter plusieurs centaines d'heures de jeu pour débloquer tous les véhicules d'une seule nation parmi les 10 proposées.

## Fuite de documents confidentiels
Le 14 juillet 2021, un membre du forum prétendant être un commandant de char de Challenger 2 a publié des images de documents classifiés du char sur les forums officiels de War Thunder. Les documents, qui contenaient des informations sur la structure du blindage du véhicule, ont été édités afin de les faire apparaître comme déclassifiés en vertu d'une loi britannique sur la liberté d'information. Le message a été retiré après que le ministère britannique de la Défense a informé Gaijin Entertainment que les documents étaient classifiés et ne devaient pas être publiés. L'utilisateur a reçu un avertissement des responsables du forum, et le message a été supprimé.
En octobre 2021, un autre utilisateur a divulgué des documents classifiés du char Leclerc pour gagner un débat sur sa vitesse de rotation. Les modérateurs du forum Gaijin ont supprimé le document en quelques heures, répétant leur politique stricte contre la publication de documents à diffusion restreinte.
En juin 2022, un utilisateur a publié sur les forums de War Thunder l'image d'un obus flèche APFSDS chinois en tungstène DTC10-125, avec un document décrivant les spécifications du projectile. Comme dans les cas précédents, le message a été rapidement supprimé par les modérateurs du forum, qui ont invoqué le fait que les données de l'obus en question sont classifiées en Chine.

## Annexe